# Baskemölla municipalsamhälle
Baskemölla municipalsamhälle i dåvarande Gladsax landskommun, Kristianstads län inrättades genom ett Kungl brev av den 17 maj 1889, som förordnade att två av de så kallade stadsstadgorna, brandstadgan och byggnadsstadgan skulle äga tillämpning inom ett område av kommunen. Vid sekelskiftet 1900 uppgick befolkningen till 420 av kommunens totalt 1 528 invånare. I samband med den första av 1900-talets landsomfattande kommunreformer, 1952, inkorporerades Galdsax kommun med dåvarande Simrishamns stad, varvid municipalsamhället (som vid 1945 års folkräkning hade 392 invånare) upplöstes. Som jämförelse kan nämnas att tätorten Baskemölla inom  Simrishamns kommun år 2010 hade 230 invånare.